# Ruislip Woods
Ruislip Woods – teren leśny i Narodowy Rezerwat Przyrody w Ruislip na terenie londyńskiej dzielnicy Hillingdon. Składa się z czterech części: Mad Bess Woods, Bayhurst Woods, Copse Woods, Park Woods and Poor's Field. 

## Historia
Ruislip Woods stanowi pozostałość po pierwotnym lesie, który pokrywał Anglię po ostatniej epoce lodowcowej. Został on wspomniany w Doomsday Book w 1068. W trakcie późniejszego rozwoju rolnictwa, części lasów nie wycinano, celem zapewnienia drewna na opał i dla budownictwa. W przypadku Ruislip Woods pierwotne drzewostany stanowią dąb i grab. Wiadomo, że zagajniki grabowe występowały tutaj przez ponad pięć wieków, aż do lat trzydziestych XX wieku, ale później uległy przerzedzeniu i zanikowi do lat 50. XX wieku. Od 1982 teren jest ponownie racjonalnie zarządzany. W 1997 powstał Ruislip Woods Trust, organizacja charytatywna, której celem jest m.in. ochrona środowiska lasu Ruislip. 21 maja 1997 został tu ustanowiony rezerwat przyrody (drugi na obszarze miejskim w Anglii). 

## Przyroda
Narodowy Rezerwat Przyrody Ruislip Woods, o powierzchni 305 hektarów (755 akrów), jest największym zwartym obszarem leśnym na terenie Wielkiego Londynu, a także jednym z największych półnaturalnych lasów w Anglii. Występują tu głównie grab pospolity, dąb szypułkowy i bezszypułkowy, a także brzoza, leszczyna i buk. Las jest bogaty w nietoperze i stanowi ich największe stanowisko w regionie. Zarejestrowano tu 585 gatunków grzybów, w tym cztery, które nigdy wcześniej nie zostały stwierdzone w Wielkiej Brytanii. Występują tu najbogatsze w Wielkim Londynie stanowiska porostów. 

## Turystyka
Z uwagi na silną penetrację przez turystów teren jest mocno narażony na antropopresję. W centrum obszaru leśnego znajduje się zbiornik wodny Ruislip Lido. Przez las przebiega szlak turystyczny Hillingdon Trail.

## Galeria

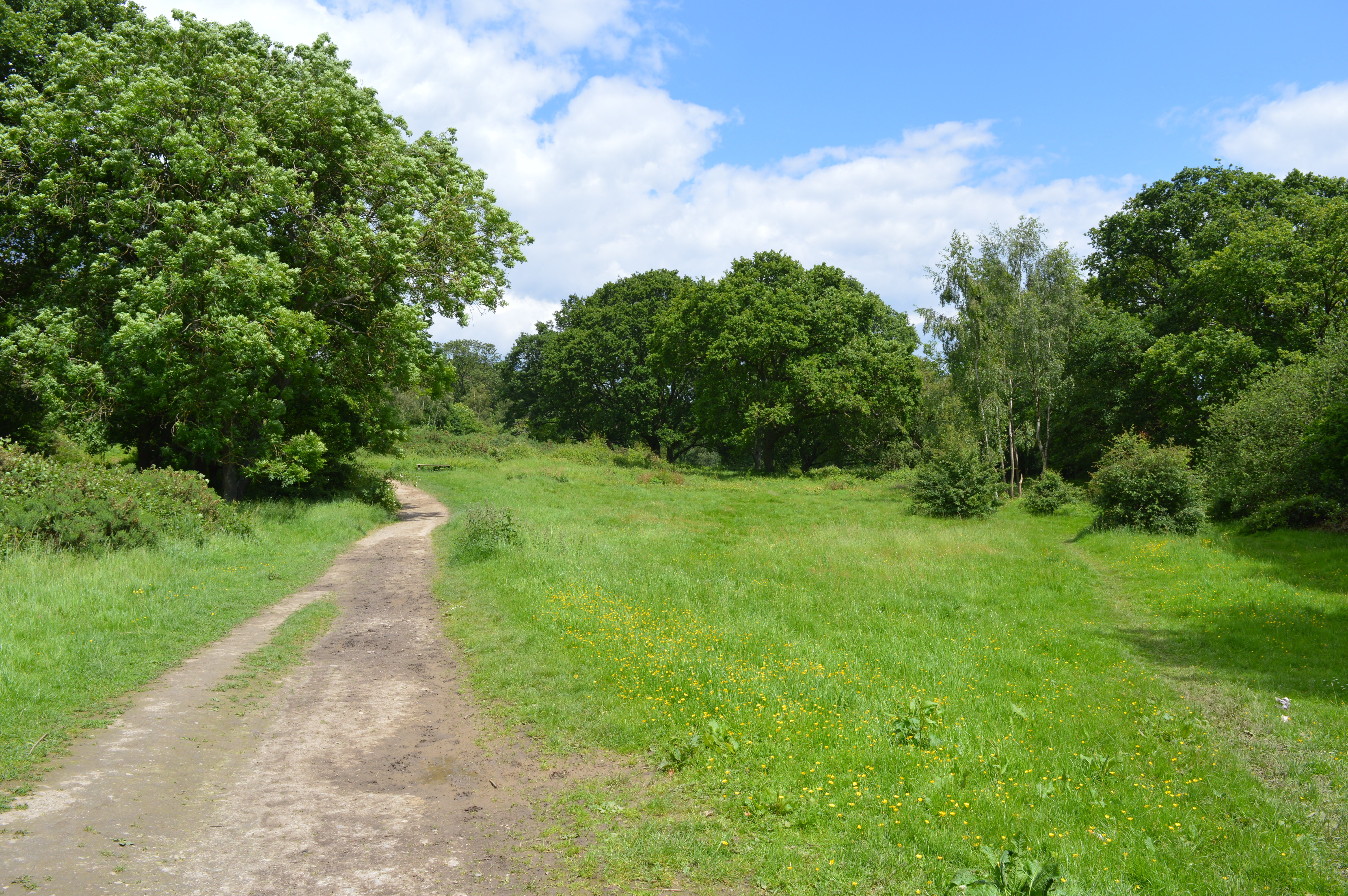
Krajobraz Ruislip Woods
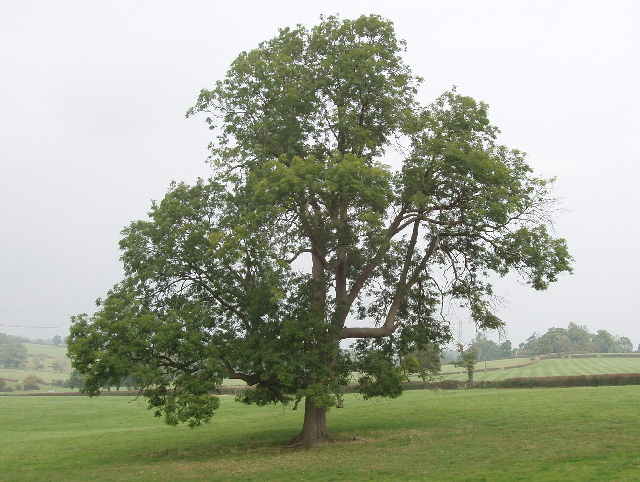
Jesion w pobliżu Bayhurst Woods
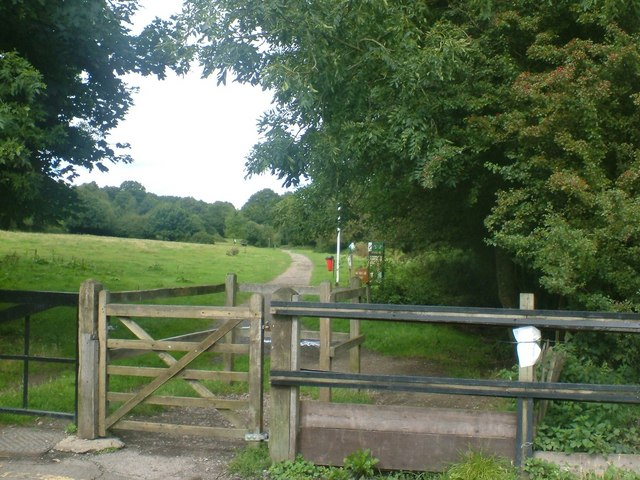
Hillingdon Trail (rejon Poor's Field)
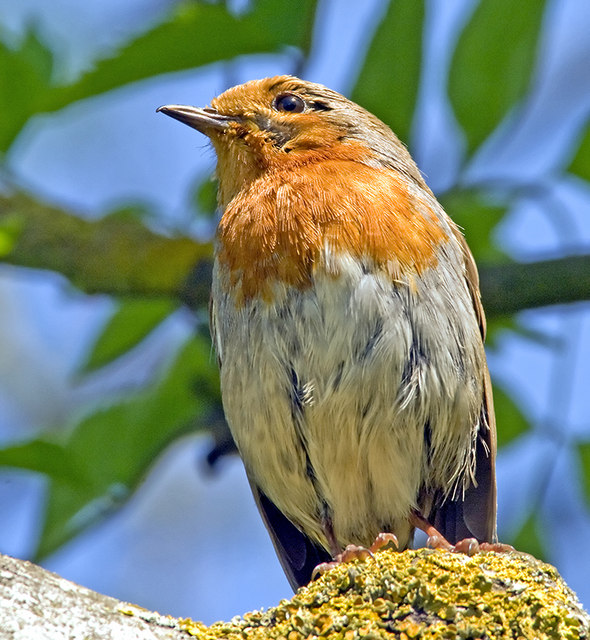
Rudzik w Ruislip Woods